# Bazylika św. Stanisława Biskupa Męczennika w Lublinie

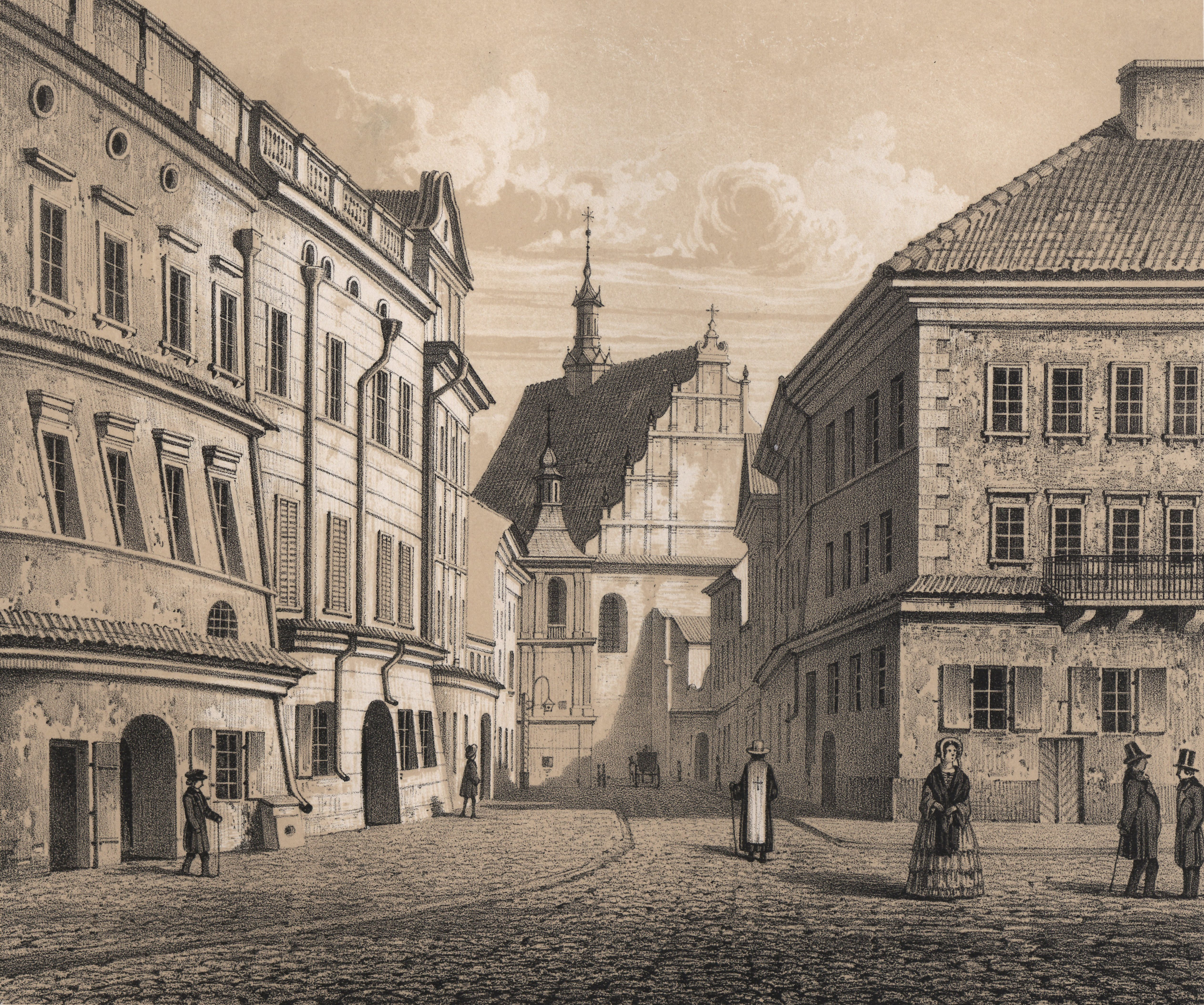
Bazylika na litografii Adama Lerue (ok. 1858)

Bazylika pw. św. Stanisława Biskupa Męczennika, zwana także bazyliką Relikwii (Drzewa) Krzyża Świętego lub kościołem oo. Dominikanów – jedna z najstarszych świątyń Lublina, wraz z klasztorem jest jedną z najdłużej istniejących instytucji tego miasta (w 2003 roku obchodziła jubileusz 750 lat).
Od 21 czerwca 1967 r. kościół dominikanów nosi tytuł bazyliki mniejszej, nadany mu przez papieża Pawła VI.

## Opis architektoniczny
Fasada dwuwieżowa, z wysokim, późnorenesansowym szczytem schodkowym, z podziałami pionowymi i poziomymi oraz czterema parami sterczyn na krawędziach. Wieże dwukondygnacyjne, z podwójnymi pilastrami narożnymi, w strefie górnej z wysokim oknem zamkniętym łukiem pełnym, nakryte dachami czterospadowymi, z hełmami. Przed wejściem do kościoła kruchta, nieco przesunięta na północ od osi głównej kościoła (powodem zabudowa działek przed świątynią w XVIII wieku), zamknięta od góry szczytem z gierowanym naczółkiem krytym blachą miedzianą, z dwoma sterczynami po bokach. Dach korpusu nawowego dwuspadowy, z ozdobnym hełmem sygnaturki z blachy miedzianej, podobnie dwuspadowy dach przykrywający prezbiterium, o znacznie niższej kalenicy. W bryle zewnętrznej kościoła wyodrębniają się kaplice – zwłaszcza kaplica Tyszkiewiczów, na przedłużeniu prezbiterium, w części dolnej na planie prostokątnym, wyżej, poprzez ścięte narożniki, sześcioboczna, nakryta eliptyczną kopułą z hełmem. Od południa kwadratowa w podstawie kaplica Firlejów, nakryta kopułą; od północy wydłużona, dostawiona prostopadle do prezbiterium, zamknięta półkoliście kaplica MB Paryskiej, obok kopuła kaplicy Ossolińskich.
Kościół podłużny, trójnawowy, halowy, korpus nawowy trzyprzęsłowy, przylegają do niego trzy pary kaplic bocznych oraz wydzielone kaplice na przedłużeniu naw bocznych. Długie, trzyprzęsłowe prezbiterium z dwiema kaplicami od strony północnej oraz kaplicą na jego przedłużeniu. Nawy, prezbiterium i część kaplic kryte sklepieniem krzyżowym; w kaplicach Ossolińskich i Firlejów sklepienie w typie lubelskim. Całość wnętrza zachowuje czytelną strukturę gotyckiej, trzynawowej hali zakonnej, zbliżoną swoją formą i proporcjami m.in. do XIV-wiecznej katedry lwowskiej (łacińskiej). W środkowej zakrystii znajduje się rzeźba Chrystus Ukrzyżowany na palmowym drzewie. 

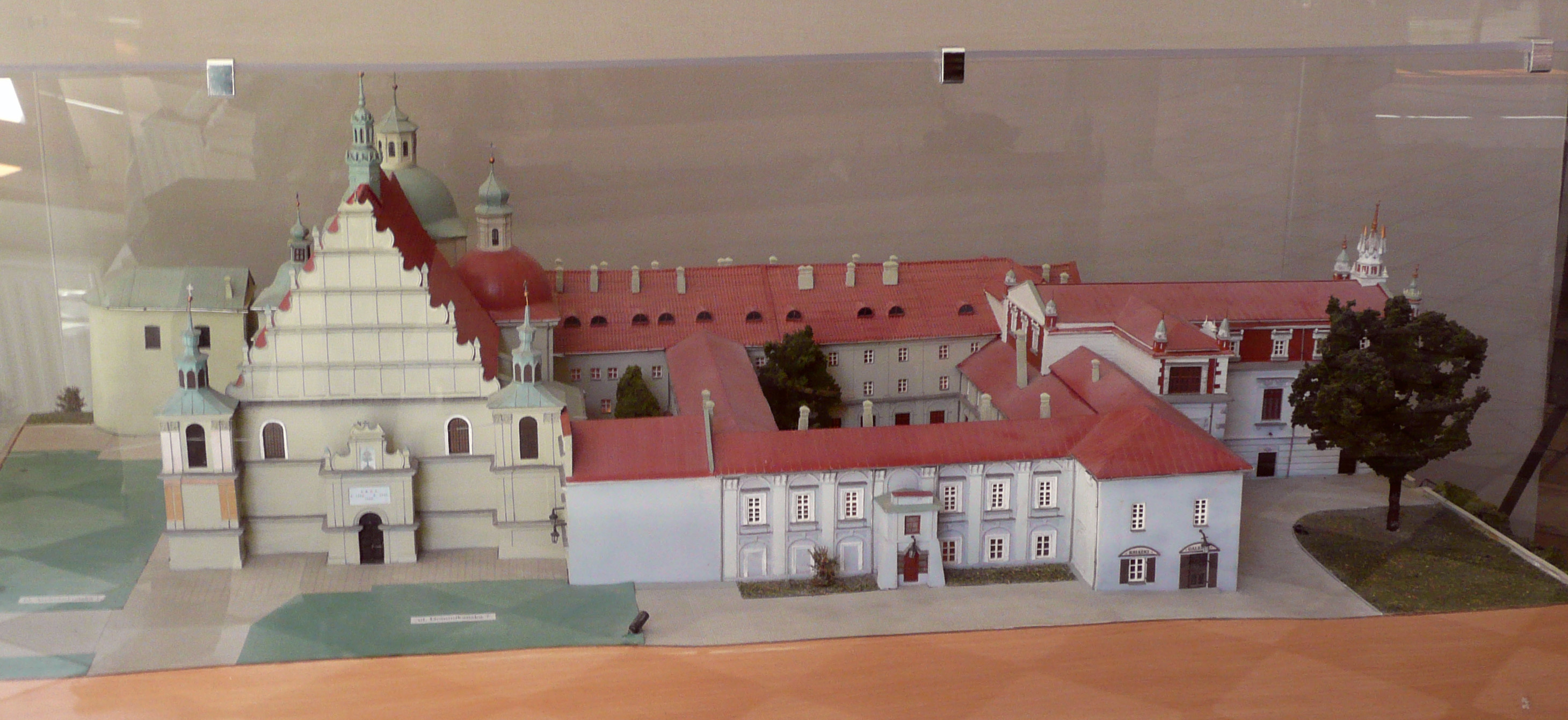
Makieta kościoła
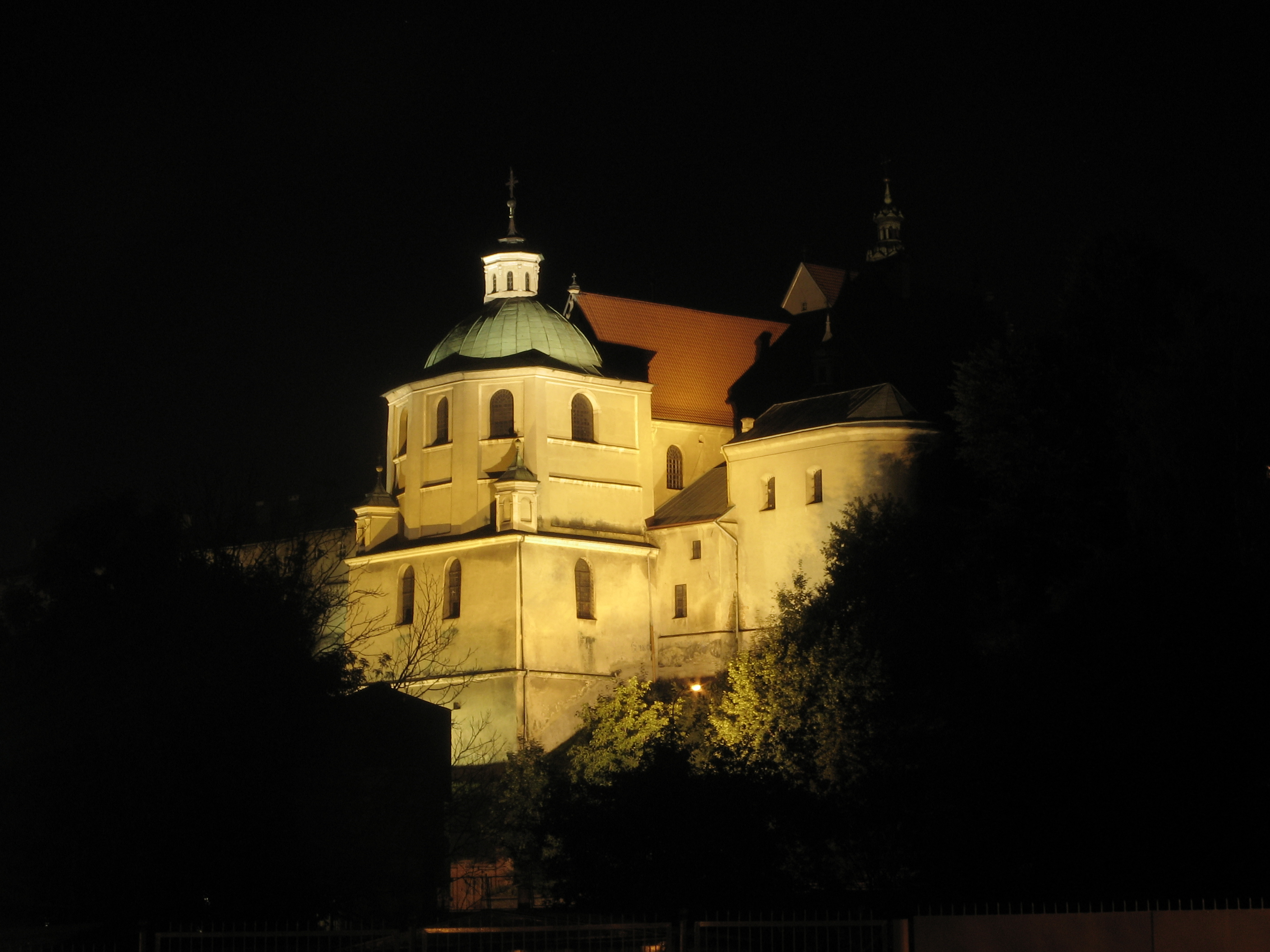
Prezbiterium kościoła
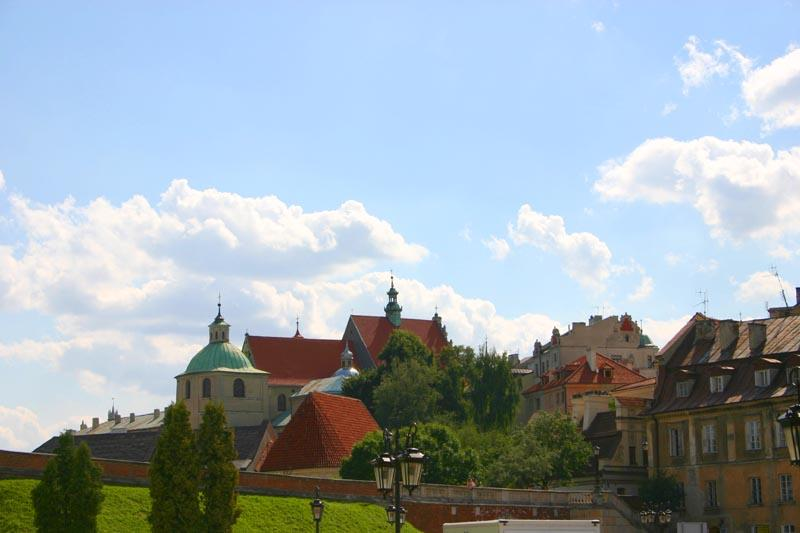
Widok z placu Zamkowego

## Historia

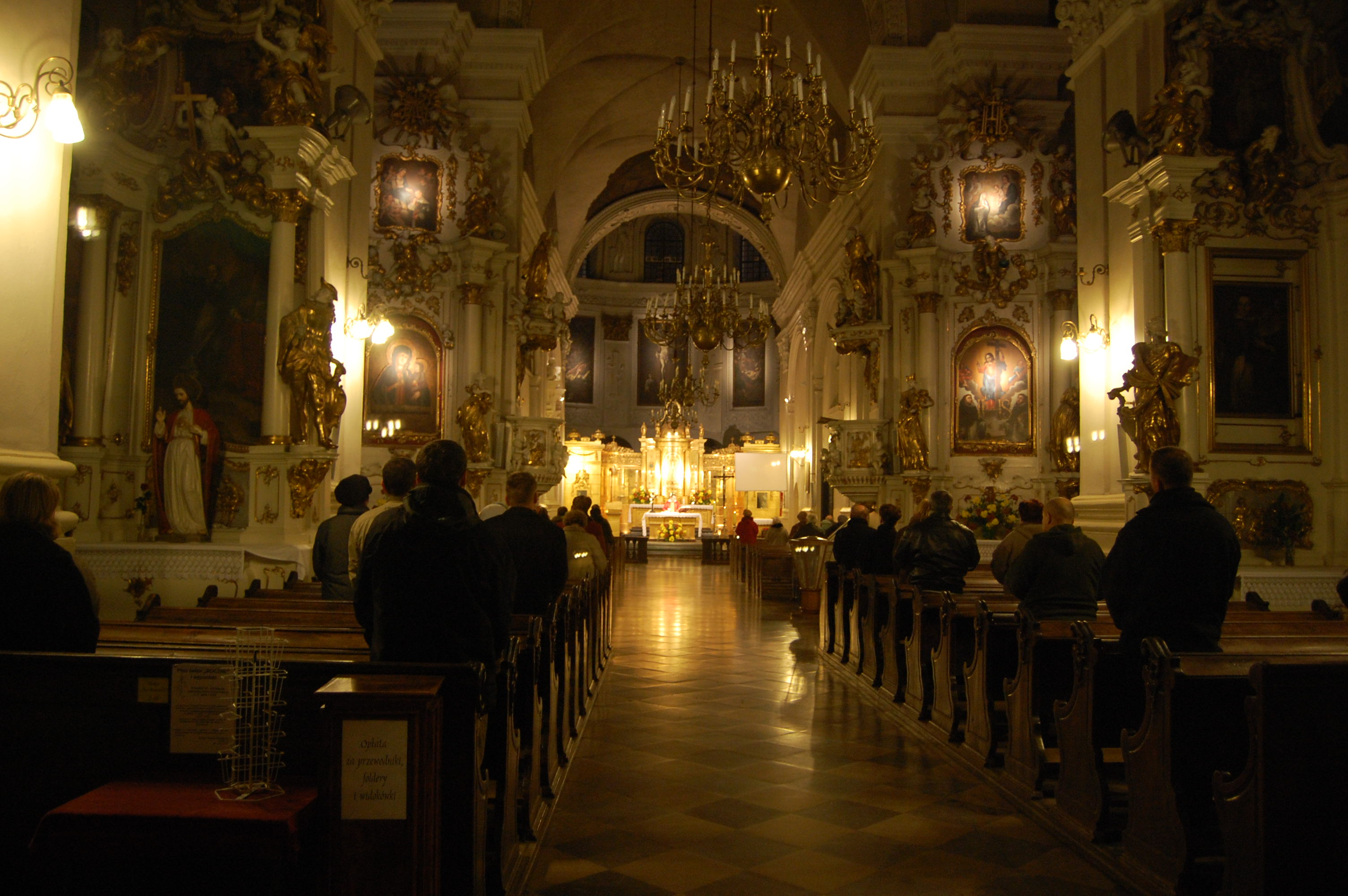
Wnętrze kościoła w trakcie mszy

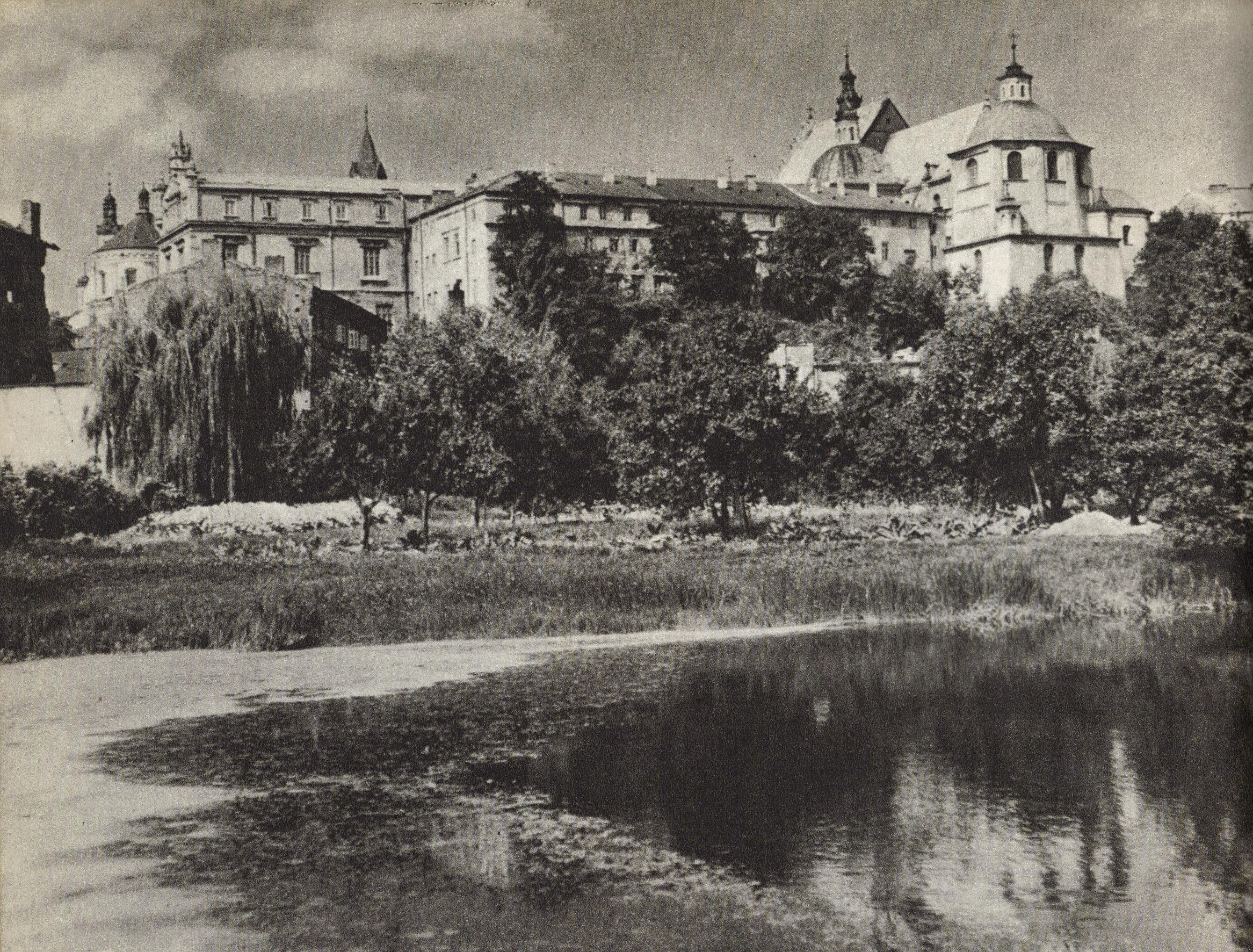
Kościół i zabudowania klasztorne w roku 1964

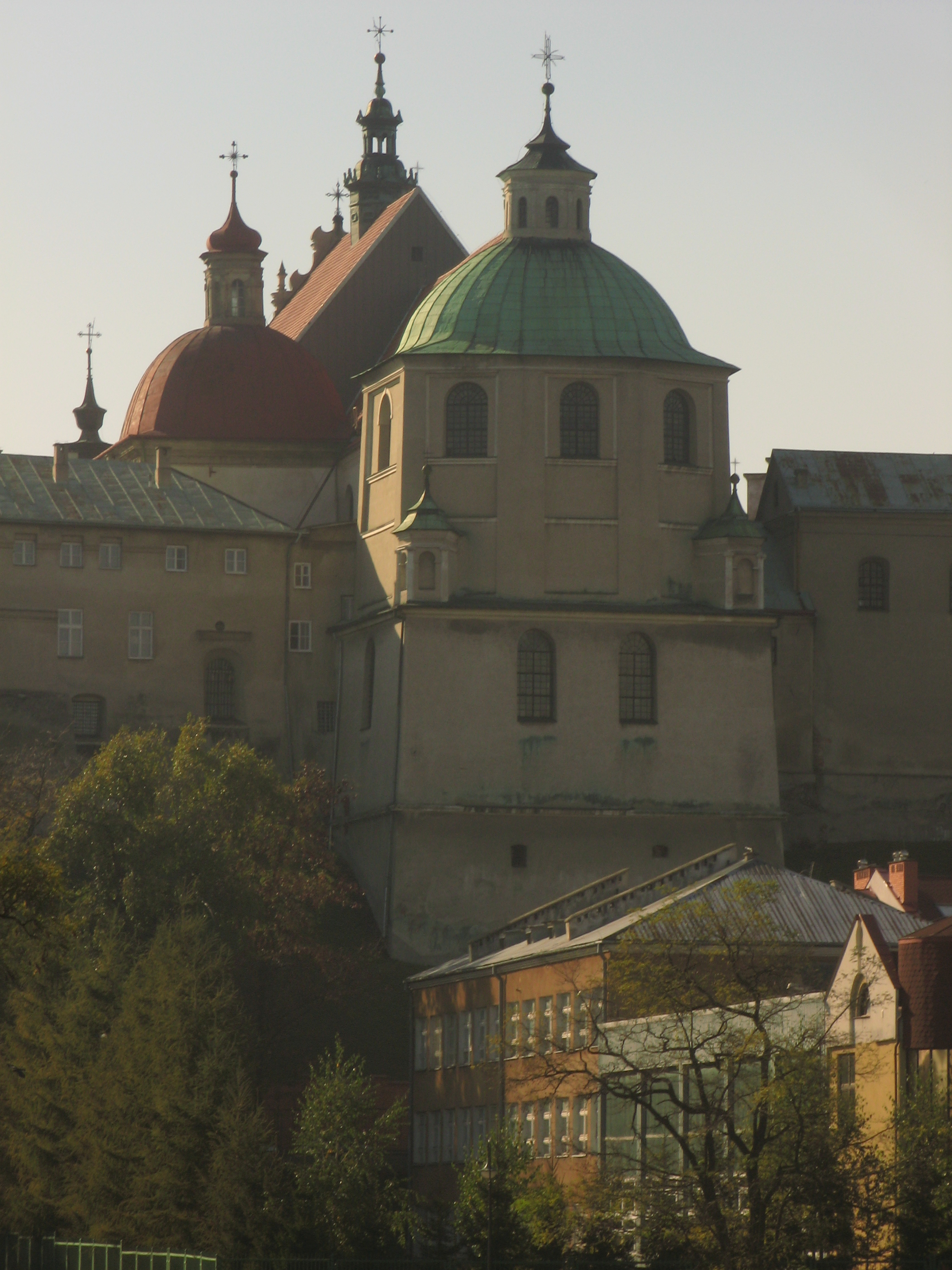
Kościół widziany z Al. Unii Lubelskiej

Za datę pierwszej fundacji kościoła klasztornego przyjmuje się rok 1253, jednakże dominikanie mogli przybyć do Lublina z Krakowa już w latach 30. XIII wieku. Obecny kościół został zbudowany w XIV wieku, z fundacji Kazimierza Wielkiego w 1342 r. Do początków XVI wieku, gdy dodano drugą nawę boczną, był świątynią dwunawową, z wydłużonym, zakonnym prezbiterium. Obecny kształt otrzymał po przebudowie w końcu XVI wieku, po katastrofalnym pożarze w roku 1575.

## Wnętrze
Świątynię otacza jedenaście kaplic, przesuwając się zgodnie z ruchem wskazówek zegara (począwszy od północno-zachodniego narożnika) są to kaplice:
- Hulewiczów – w niej wejście na klatkę schodową wieży północnej (za rokokowym konfesjonałem)
- Korczmińskich – w ołtarzu rzeźbiarska Grupa Ukrzyżowania
- św. Stanisława – w ołtarzu obraz z końca XVI wieku przedstawiający św. Stanisława
- Ossolińskich lub Matki Bożej Trybunalskiej lub Matki Bożej Opieki (nosiła też nazwy MB Różańcowej oraz św. Jacka) – fundatorką kaplicy w obecnym kształcie (1624) była Katarzyna Ossolińska; kaplica jest przedłużeniem wcześniejszej, gotyckiej kaplicy Świętego Krzyża (w której przechowywano Relikwie Krzyża); ma rzut kwadratu, zwieńczona kopułą ze sklepieniem w tzw. typie lubelskim;  ołtarz z II poł. XVII wieku, w centrum słynąca łaskami Matka Boża Opiekunka Zakonu z lat 30. XVII wieku (do 1886 r. na krużgankach klasztornych);  w zwieńczeniu obraz z II poł. XVIII wieku – Matka Boża ze św. Dominikiem, po bokach figury św. Antonina z Florencji i Alberta Wielkiego
- Ruszelska – jedna z najmniejszych kaplic, znajduje się w niej niewielki obraz Matki Bożej, czczony w XVII wieku przez jednego z najznakomitszych lubelskich dominikanów, o. Pawła Ruszla

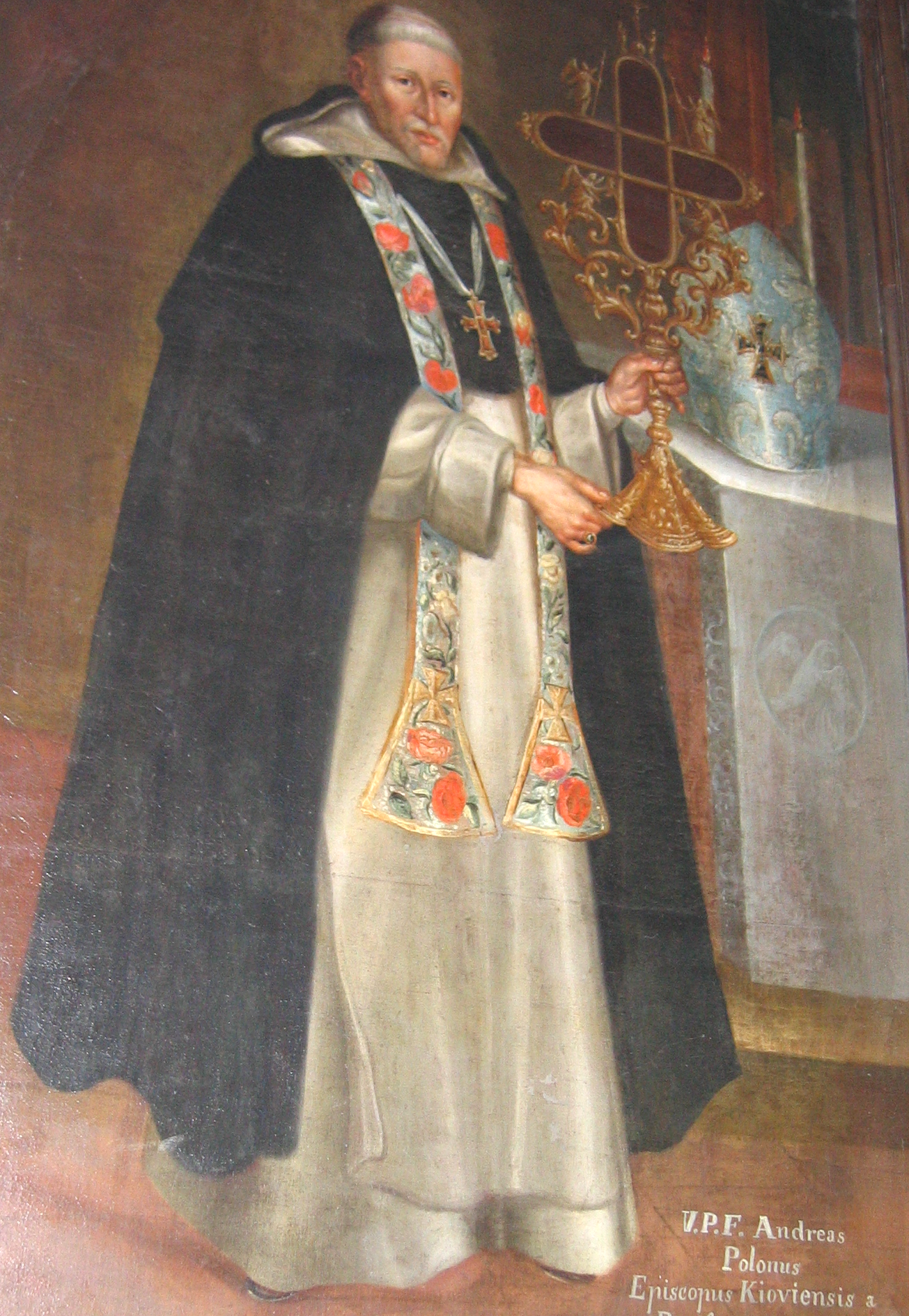
Biskup kijowski Andrzej z relikwiami Krzyża Świętego

- Matki Bożej Paryskiej lub Niepokalanego Poczęcia NMP – wzniesiona w latach 1728–1729, z fundacji Anny Krasickiej z Rzewuskich, żony kasztelana chełmskiegoBiskup kijowski Andrzej z relikwiami Krzyża Świętego –  przekryta kolebką, na niej malowidła: Duch Święty, Bóg Ojciec adorowany przez parę aniołów oraz sceny z Krzyżem Świętym – przekazanie Relikwii św. Dominikowi i Tomaszowi przez Maryję oraz dominikanom lubelskim przez biskupa kijowskiego Andrzeja; ołtarz pochodzi z lat 20. XVIII wieku, obraz w ołtarzu, wykonany przez Feliksa Pęczarskiego, jest z 1838 r.
- Tyszkiewiczów lub Krzyża Świętego – wzniesiona w latach 1645–1658 przez Jana Cangerle z fundacji wojewody kijowskiego Janusza Tyszkiewicza (Łohojskiego), znajduje się na osi prezbiterium, w dolnej części prostokątna, w górnej eliptyczna, nakryta jest kopułą z freskiem przedstawiającym sąd ostateczny;  w bębnie stiuki Jana Batysty Falconiego przedstawiające starotestamentalnych proroków, patriarchów i królów; niżej – między obrazami symbole Męki Pańskiej, na ścianach kaplicy obrazy Tomasza Muszyńskiego przedstawiające ukrzyżowanie i sceny z legendy Krzyża oraz Albina Kucewicza ukazujące przybicie i zdjęcie Jezusa z krzyża
- Firlejów zwana ostatnio Akademicką – fundacja Henryka Firleja, podkomorzego koronnego i późniejszego prymasa, z roku 1615; na planie kwadratu, nakryta kopułą ze sklepieniem w tzw. typie lubelskim; na ścianie południowej przeniesiony z nieokreślonego miejsca w kościele piętrowy nagrobek Mikołaja Firleja (zm. 1526) i Piotra Firleja (zm. 1553), prawd. z warsztatu Jana Marii Padovano; śladem przenosin i powtórnego montażu są zamienione belkowania dwóch części – nie odpowiadające swoją szerokością pilastrom; żelazna krata odgradzająca kaplicę od nawy południowej z końca XIX wieku, z warszawskiego warsztatu Władysława Gostyńskiego
- Pszonków
- św. Katarzyny

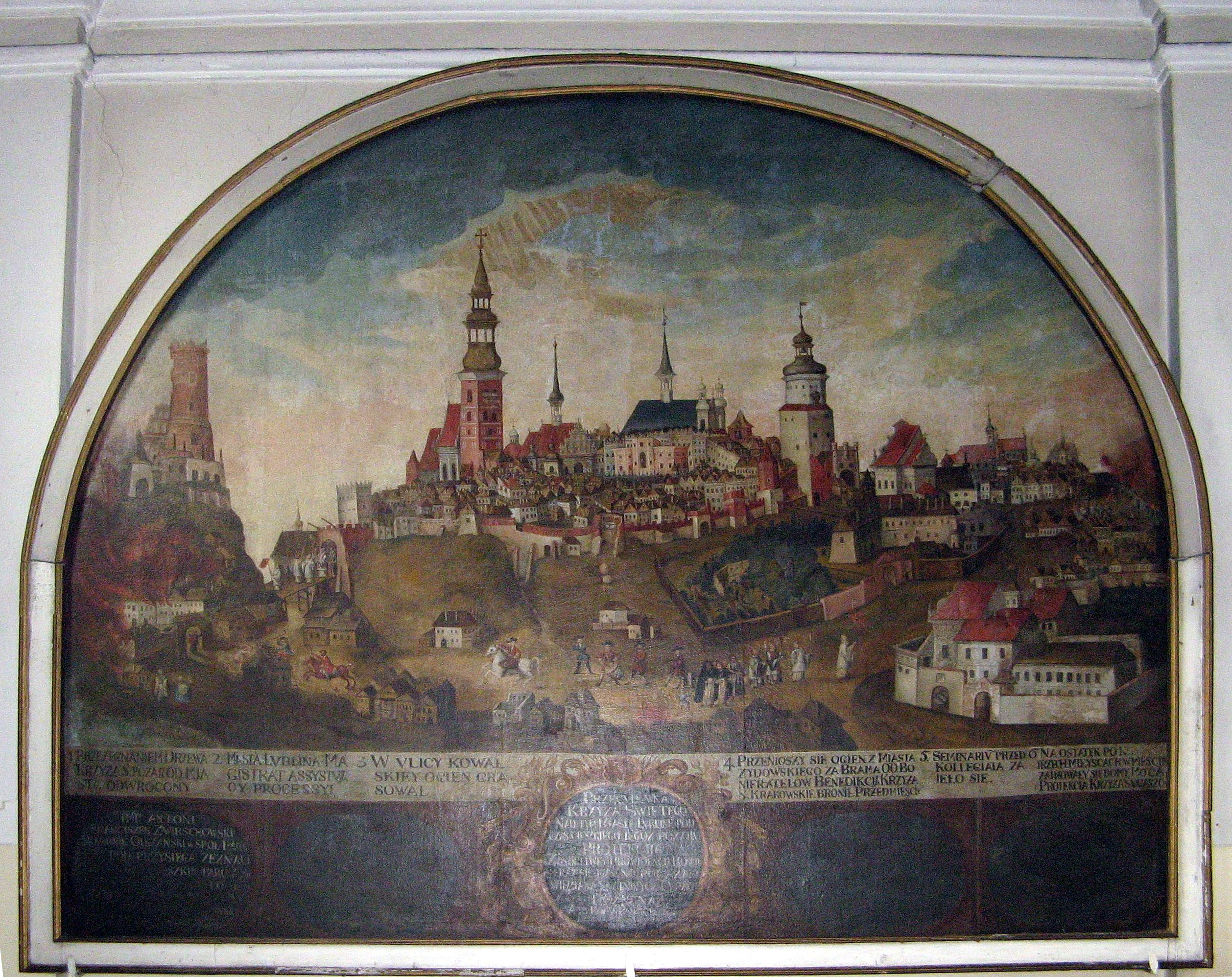
Pożar Lublina.

- Szaniawskich – na ścianie zachodniej obraz ukazujący pożar Lublina w roku 1719

Nawę główną otaczają cztery (z sześciu istniejących pierwotnie) ołtarze – kaplice przyfilarowe (wymienione w identycznej kolejności):
- św. Wincentego Ferreriusza
- Matki Bożej Różańcowej – obraz w tym ołtarzu jest najstarszym w kościele – pochodzi z pocz. XVI wieku, jest przykładem późnogotyckiego malarstwa tablicowego
- imienia Jezus
- św. Jacka

W większości kaplic znajdują się ołtarze z II. połowy XVIII wieku z dynamicznymi, złoconymi, drewnianymi figurami będącymi znakomitym przykładem rzeźby lwowskiej (puławska pracownia Sebastiana Zeisla). W kaplicy Firlejów, do momentu kradzieży (8/9 lutego 1991 r.), przechowywana była jedna z największych na świecie relikwii Krzyża św., najprawdopodobniej znajdująca się wcześniej kolejno w Jerozolimie, Konstantynopolu i Kijowie, a która do Lublina dotarła prawdopodobnie ok. 1420 r. To ona była przyczyną, dla której lubelska bazylika była w XVII wieku trzecim miejscem pielgrzymkowym w Rzeczypospolitej – po Jasnej Górze i Gnieźnie.
W nawach bocznych znajduje się cykl sześciu obrazów z pracowni Tomasza Dolabelli.

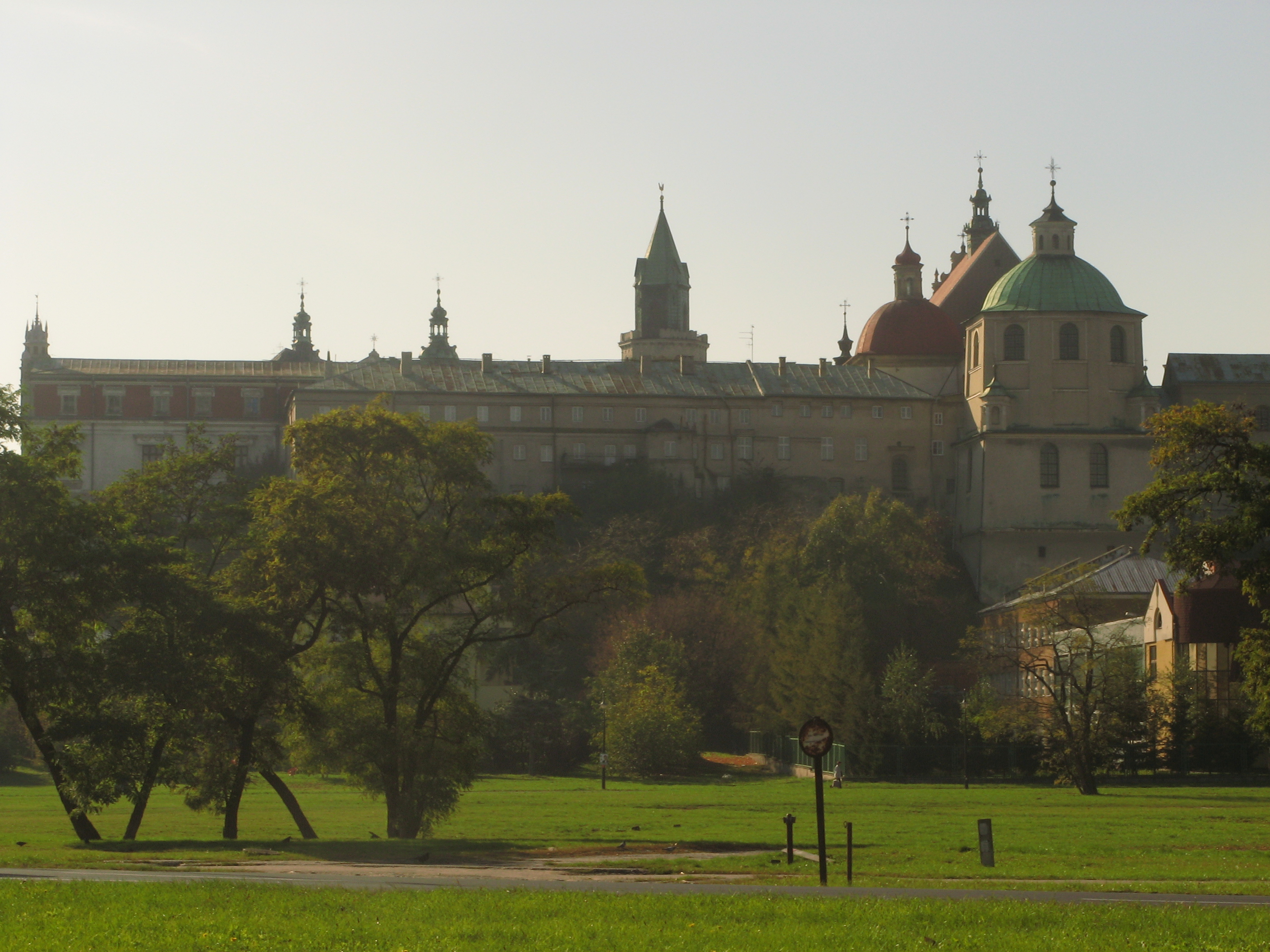
Teatr Lalki i Aktora mieszczący się w zabudowaniach klasztornych. Obok kościół dominikanów, w tle Wieża Trynitarska.

## Klasztor
Od południa do bazyliki przylega kompleks klasztorny, z dwoma wirydarzami, z pochodzącą z wieku XIV częścią wschodnią, mieszczącą m.in. wspartą na jednym filarze „Salę Unii” – dawny refektarz klasztorny, rozbudowywany w wiekach XVI–XVIII. Po kasacie i wypędzeniu zakonników w latach 80. XIX wieku, w klasztorze urządzono m.in. koszary. Dominikanie odzyskali częściowo swą własność w 1938 roku, lecz po 1945 roku większą część klasztoru zajął dom dziecka oraz Teatr Lalki i Aktora im. Hansa Christiana Andersena. Od kilku lat trwa kompleksowa rewaloryzacja i restauracja bazyliki i klasztoru. Znajdującą się w południowym skrzydle głównego czworoboku klasztornego bramę, flankują płaskorzeźbione panoplia, panneau nad przezroczem bramy przedstawia dwa podające sobie ręce putta, interpretowane niekiedy jako symbol unii lubelskiej.

## Galeria

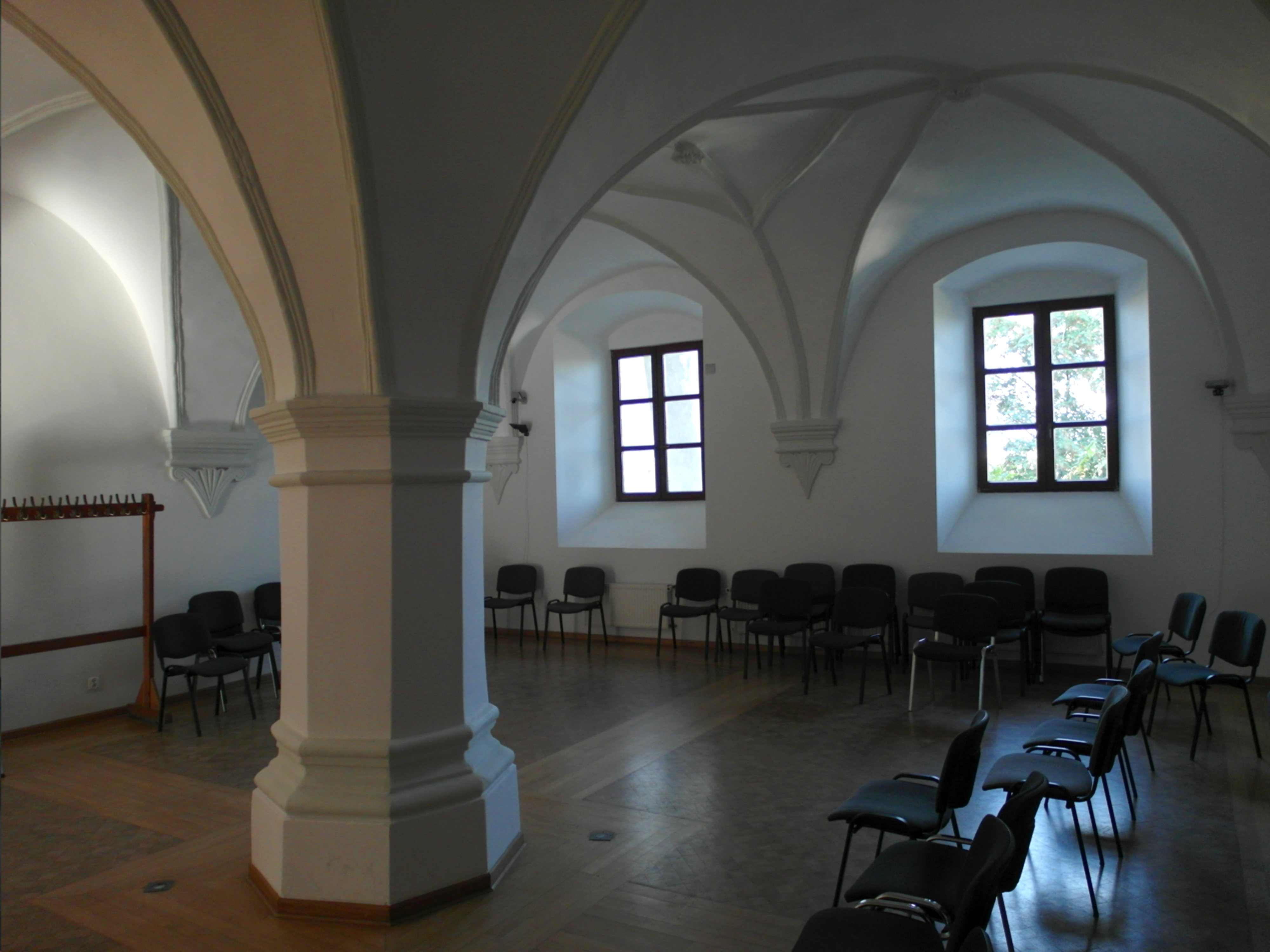
Refektarz klasztoru dominikanów w Lublinie, według tradycji miejsce zawarcia aktu unii lubelskiej w 1569 roku
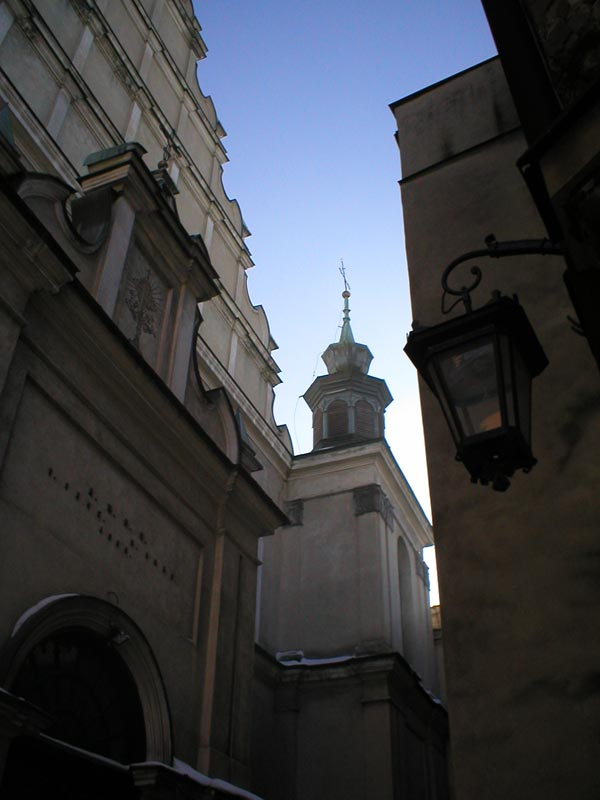
Fragment fasady od zaułka ul. Złotej
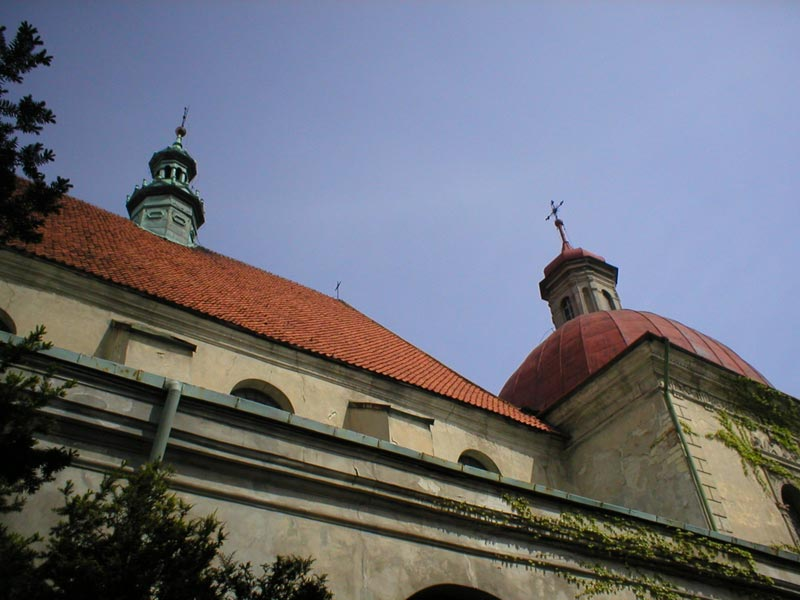
Kościół od południa – widoczne gotyckie skarpy nawy
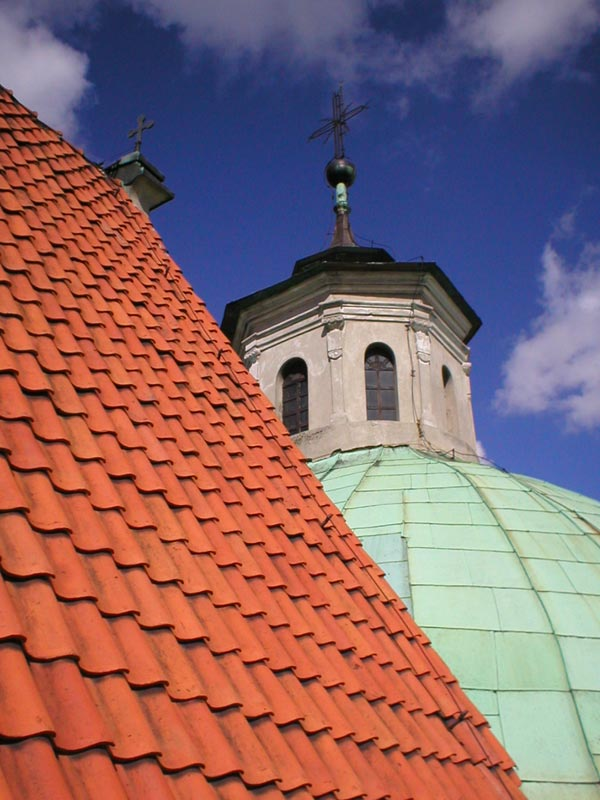
Dach nawy i kopuła nad kaplicą Tyszkiewiczów
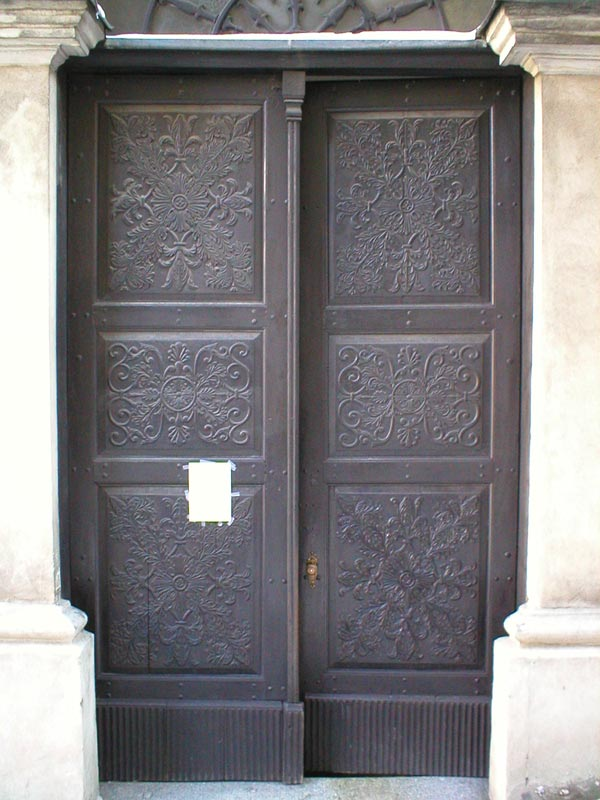
Drzwi do kościoła
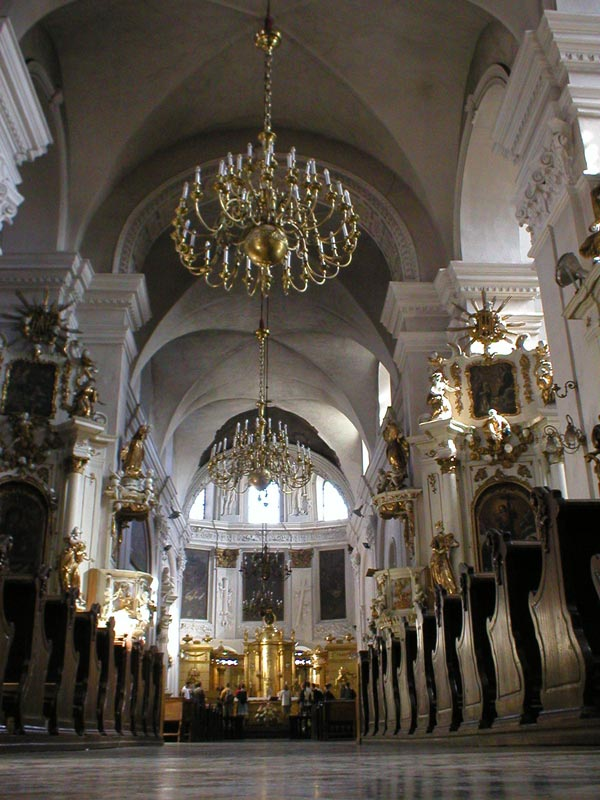
Wnętrze kościoła
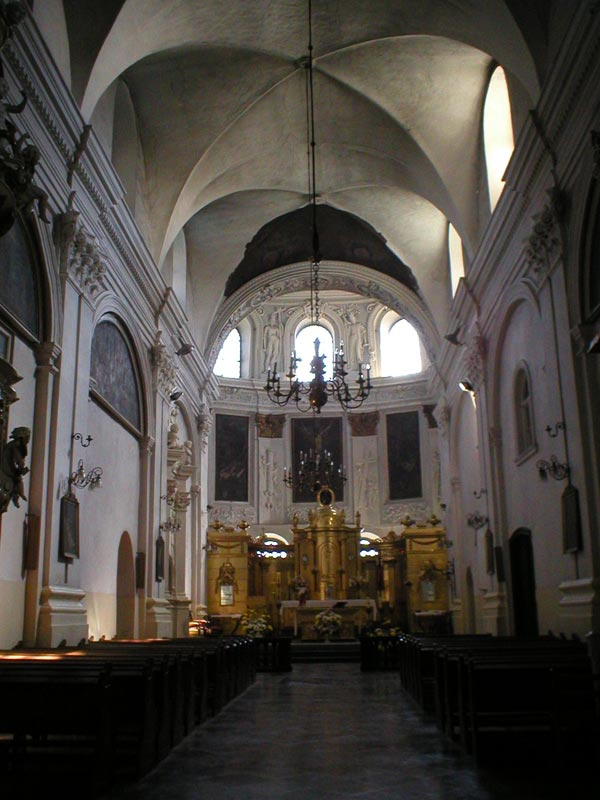
Wnętrze prezbiterium
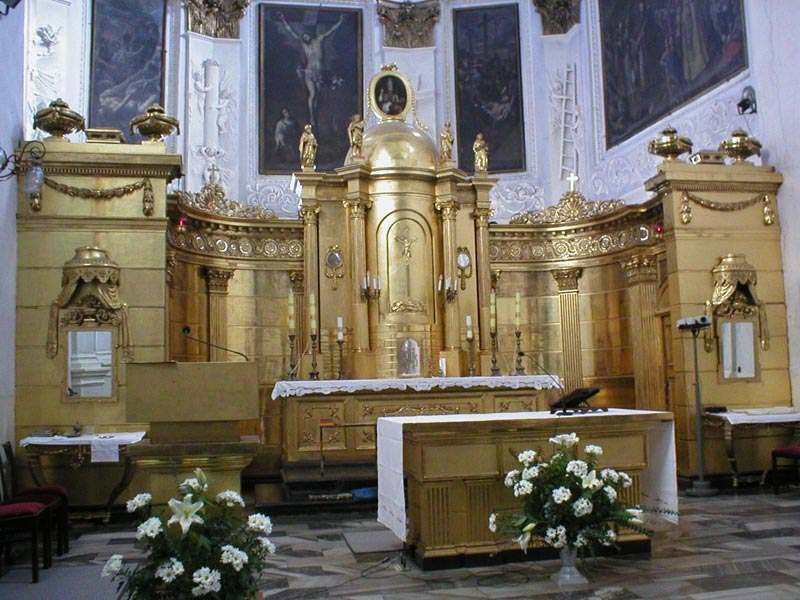
Ołtarz Główny z końca XVIII wieku
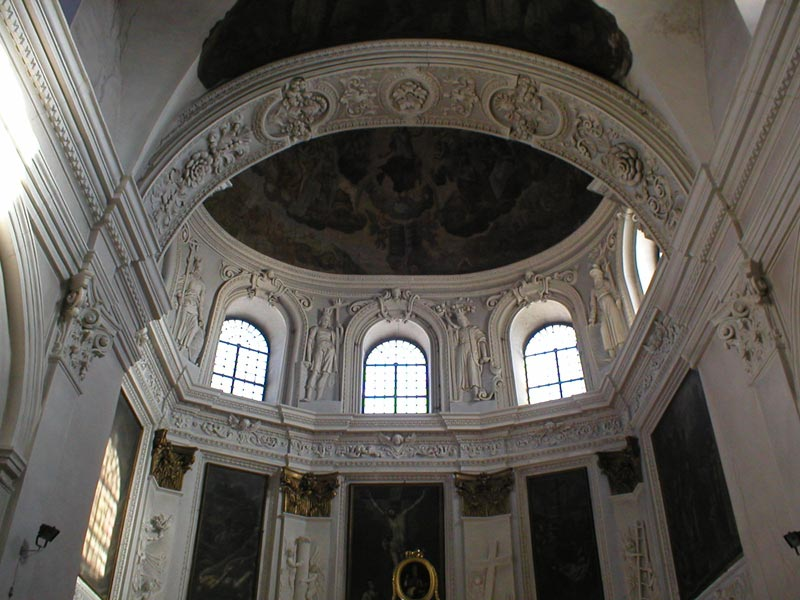
Górna część kaplicy Tyszkiewiczów od prezbiterium
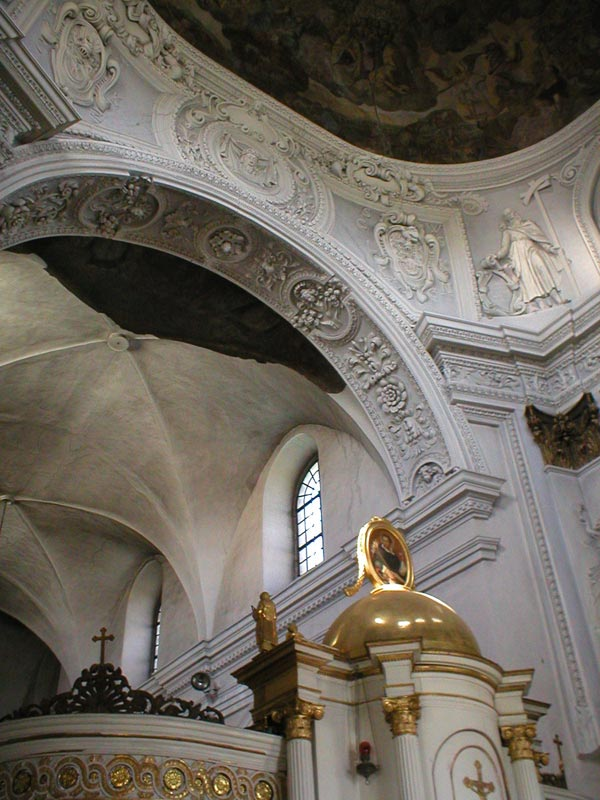
Łuk tęczowy kaplicy Tyszkiewiczów widoczny z jej wnętrza
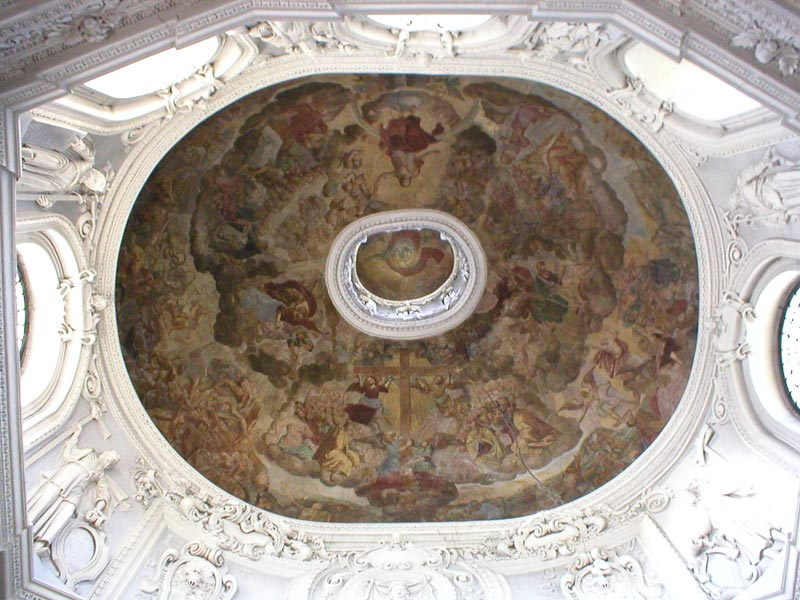
Podniebie kopuły w kaplicy Tyszkiewiczów
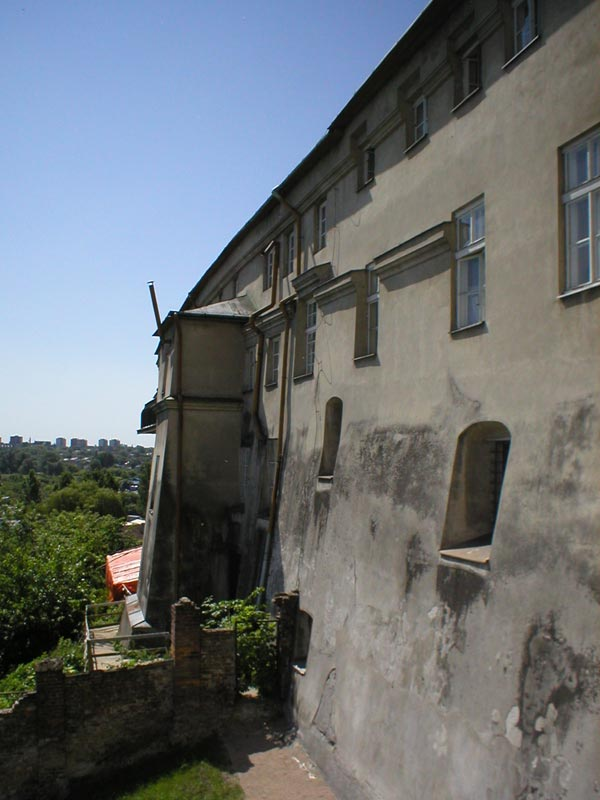
Skrzydło wschodnie klasztoru z kaplicy Tyszkiewiczów
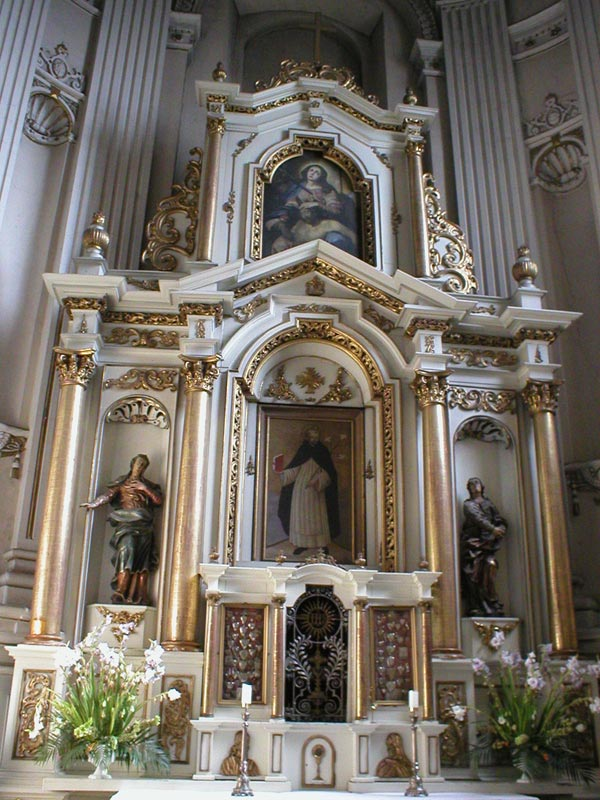
Kaplica Firlejów – ołtarz
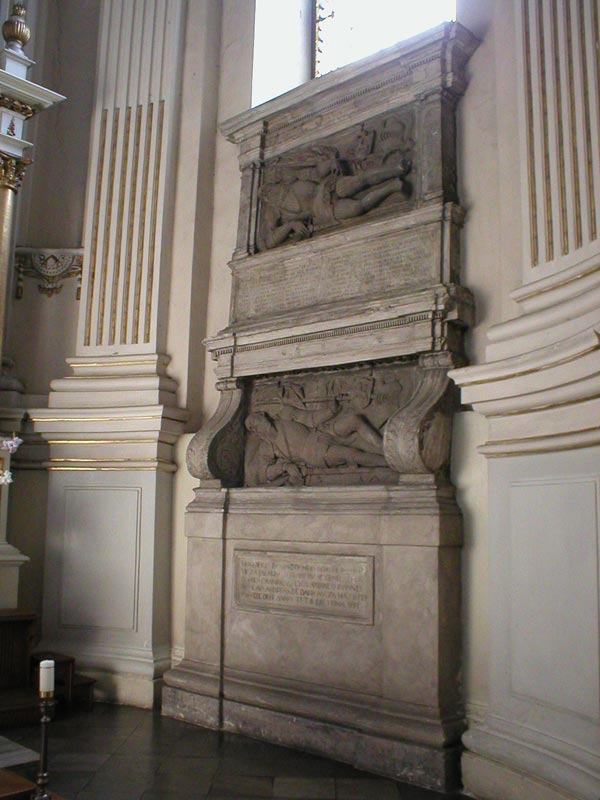
Nagrobek Mikołaja i Piotra Firlejów
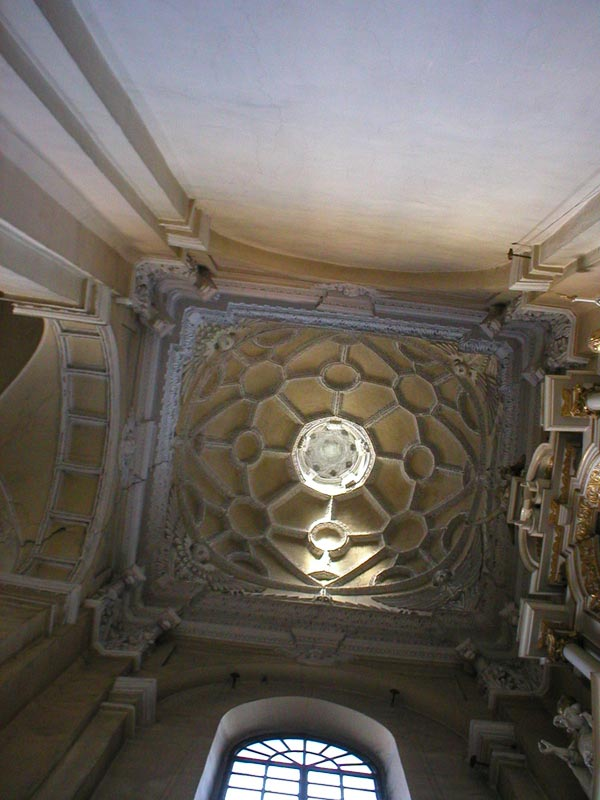
Sklepienie w kaplicy Ossolińskich
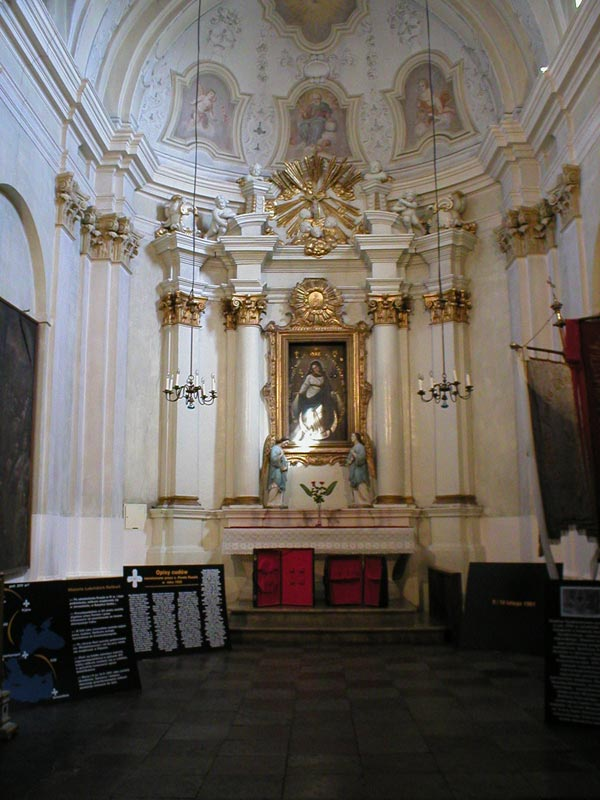
Kaplica Matki Bożej Paryskiej
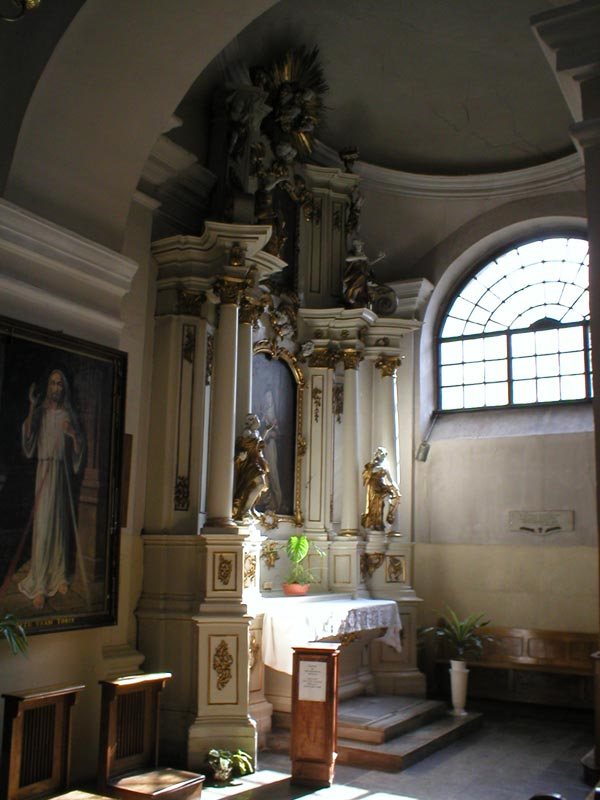
Kaplica św. Katarzyny
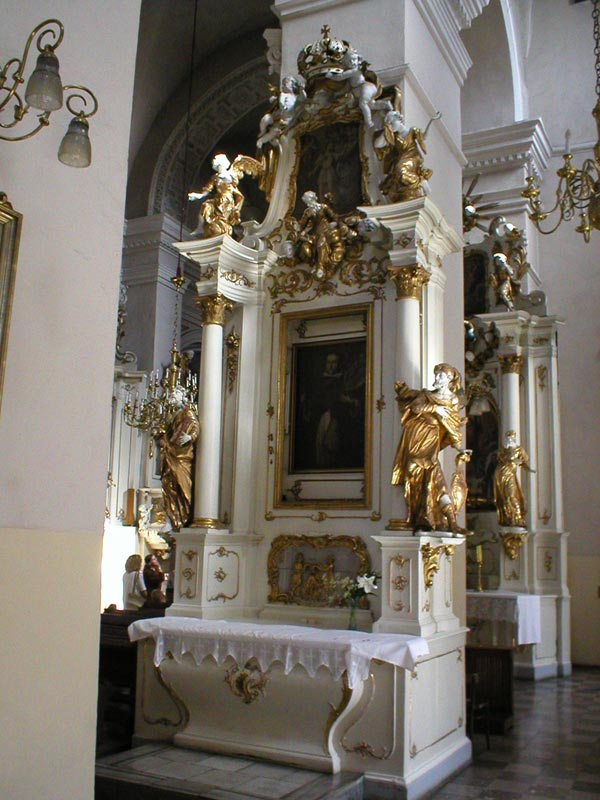
Ołtarz św. Jacka
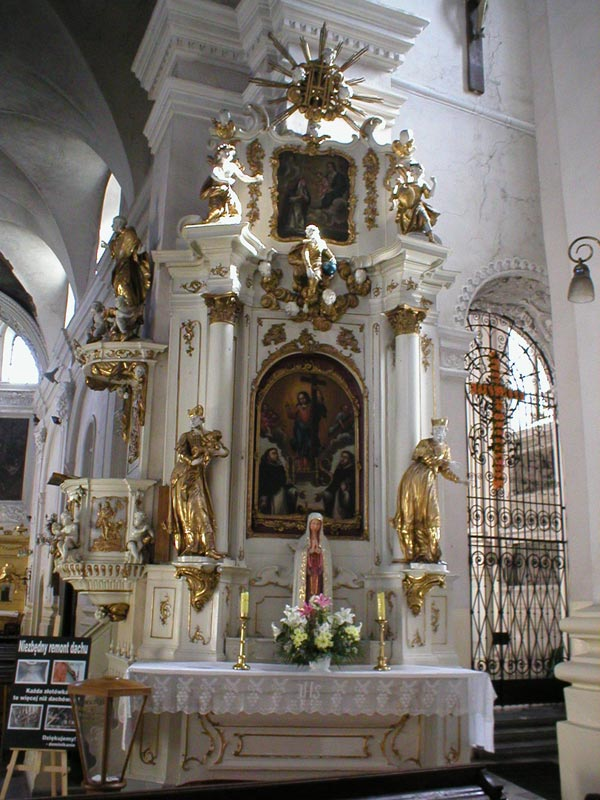
Ołtarz Imienia Jezus
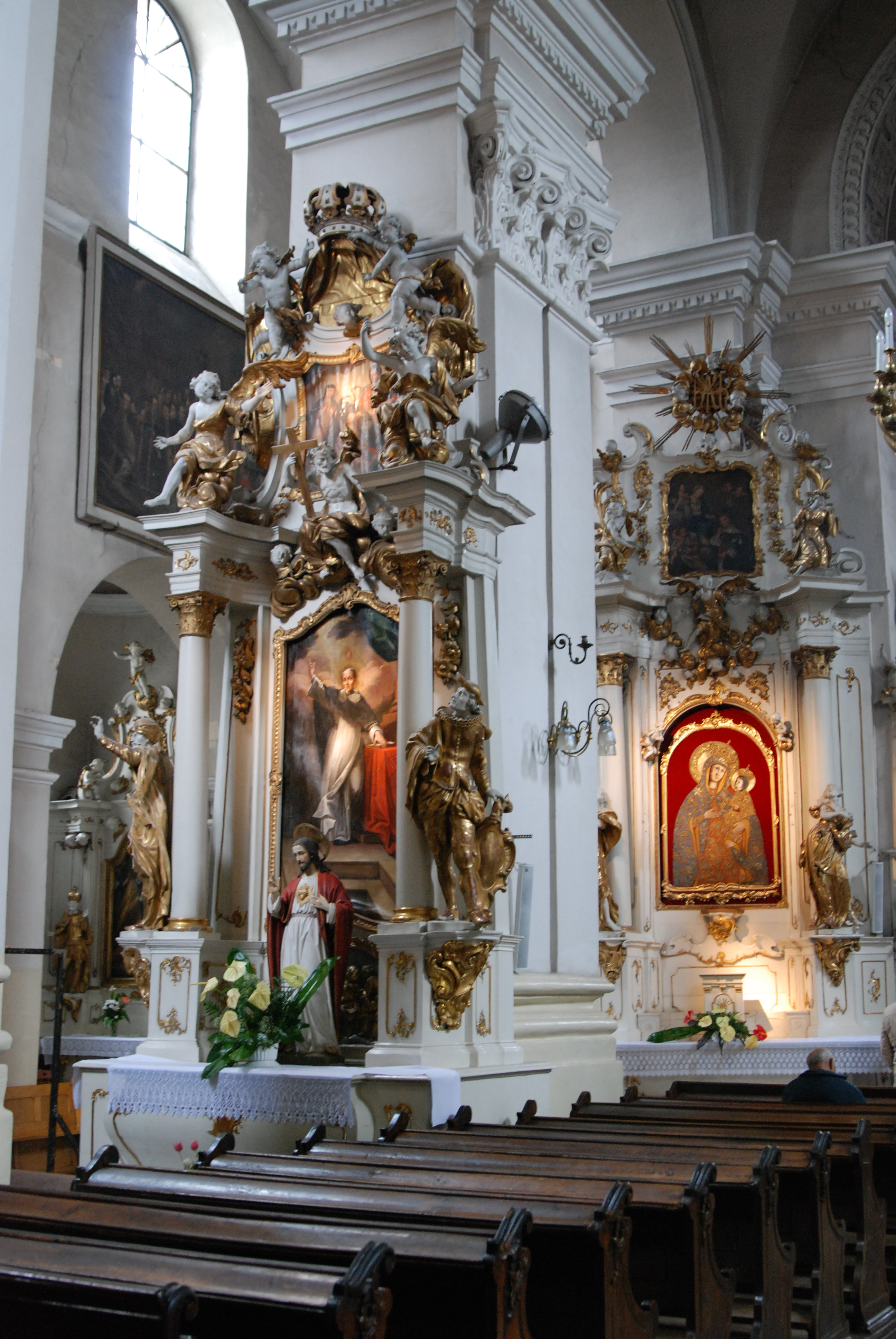
Ołtarze św. Wincentego Ferreriusza i Matki Bożej Różańcowej
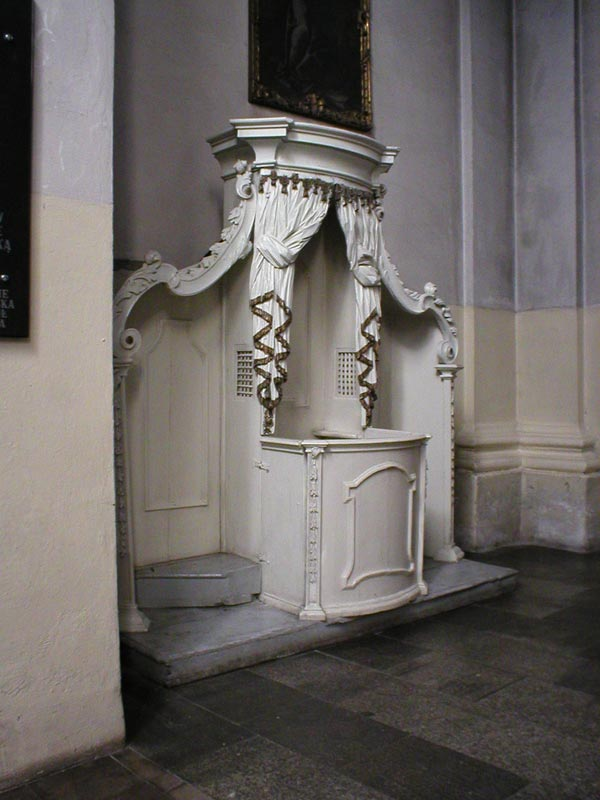
XVIII-wieczny konfesjonał w kaplicy Hulewiczów